# Uwe Riedel
Uwe Riedel (* 25. April 1963 in Bruchsal) ist ein deutscher Physiker, der sich mit Verbrennung und anderen reaktiven Strömungen und ihrer Simulation befasst.
Riedel wurde 1992 an der Ruprecht-Karls-Universität Heidelberg in Physik promoviert (Dissertation: Numerische Simulation reaktiver Hyperschallströmungen mit detaillierten Reaktionsmechanismen) und habilitierte sich dort 2003 in Chemie und Geowissenschaften und war danach Privatdozent in Heidelberg. 2008 bis 2019 war er Leiter der Abteilung Chemische Kinetik beim Institut für Verbrennungstechnik am Deutschen Zentrum für Luft- und Raumfahrt (DLR) in Stuttgart und Professor für Kinetik der Verbrennung in der Luft- und Raumfahrt am Institut für Verbrennungstechnik der Luft- und Raumfahrt (IVLR) an der Universität Stuttgart. Seit Februar 2019 leitet er als Direktor – zunächst kommissarisch bis Ende September 2021 – den Aufbau des neu gegründeten DLR-Instituts für CO2-arme Industrieprozesse in Cottbus und Zittau. Seit Oktober 2021 ist er Professor für das Fachgebiet Dekarbonisierte Industrieprozesse an der Brandenburgischen Technischen Universität Cottbus – Senftenberg.

## Schriften (Auswahl)
- mit R. Kühn, J. L. Van Hemmen: Temporal sequences and chaos in neural nets, Physical Review A, Band 38, 1988, S. 1105–1108
- A Finite Volume Scheme on Unstructured Grids for Stiff Chemically Reacting Flows, Combustion Science and Technology 135, 1998
- mit I. Orlandini: Chemical kinetics of NO removal by pulsed corona discharges, Journal of Physics D: Applied Physics, Band 33, 2000, S. 2467
- mit Christof Schulz, Jürgen Warnatz, Jürgen Wolfrum: Verbrennung,  in Bergmann-Schaefer Lehrbuch der Experimentalphysik, Band 5, De Gruyter 2006
- mit O. Deutschmann, L. I. Maier, A. H. Stroemman, R. W. Dibble: Hydrogen assisted catalytic combustion of methane on platinum, Catalysis Today, Band 59, 2000, S. 141–150
- mit M. Thiele, S. Selle, J. Warnatz, U. Maas: Numerical simulation of spark ignition including ionization, Proceedings of the Combustion Institute, Band 28, 2000, S. 1177–1185
- mit I. Orlandini: Oxidation of Propene and the Formation of Methyl-Nitrate in Nonthermal Plasma Discharges, Journal of Catalysis, Band 89, 2004
- mit P. Mehresh u. a.: Combustion Timing in HCCI Engines Determined by Ion-Sensor: Experimental and Kinetic Modeling, Proc. Combustion Institute, Band 30, 2005
- mit J. Prager, J. Warnatz: Modeling ion chemistry and charged species diffusion in lean methane–oxygen flames, Proceedings of the Combustion Institute, Band 31, 2007, S. 1129–1137
- mit S. B. Dworkin, Q. Zhang, M. J. Thomson, N. A. Slavinskaya: Application of an enhanced PAH growth model to soot formation in a laminar coflow ethylene/air diffusion flame, Combustion and Flame, Band 158, 2011, S. 1682–1695
- mit N. A. Slavinskaya, S. B. Dworkin, M. J. Thomson: Detailed numerical modeling of PAH formation and growth in non-premixed ethylene and ethane flames, Combustion and Flame, Band 159, 2012, S. 979–995
- mit V. Chernov, M. J. Thomson, S. B. Dworkin, N. A. Slavinskaya: Soot formation with C 1 and C 2 fuels using an improved chemical mechanism for PAH growth, Combustion and Flame, Band 161, 2014, S. 592–601
- mit P. Dagaut u. a.: Experimental and detailed kinetic model for the oxidation of a Gas to Liquid (GtL) jet fuel, Combustion and Flame, Band 161, 2014, S. 835–847

Er ist mit Dieter Etling, Ulrich Müller, Jürgen Warnatz Bearbeiter des Standardwerks Führer durch die Strömungslehre von L. Prandtl, K. Oswatitsch, K. Wieghardt (10. bis 15. Auflage, Springer 2013 bis 2022).